# بدن عیسی مسیح

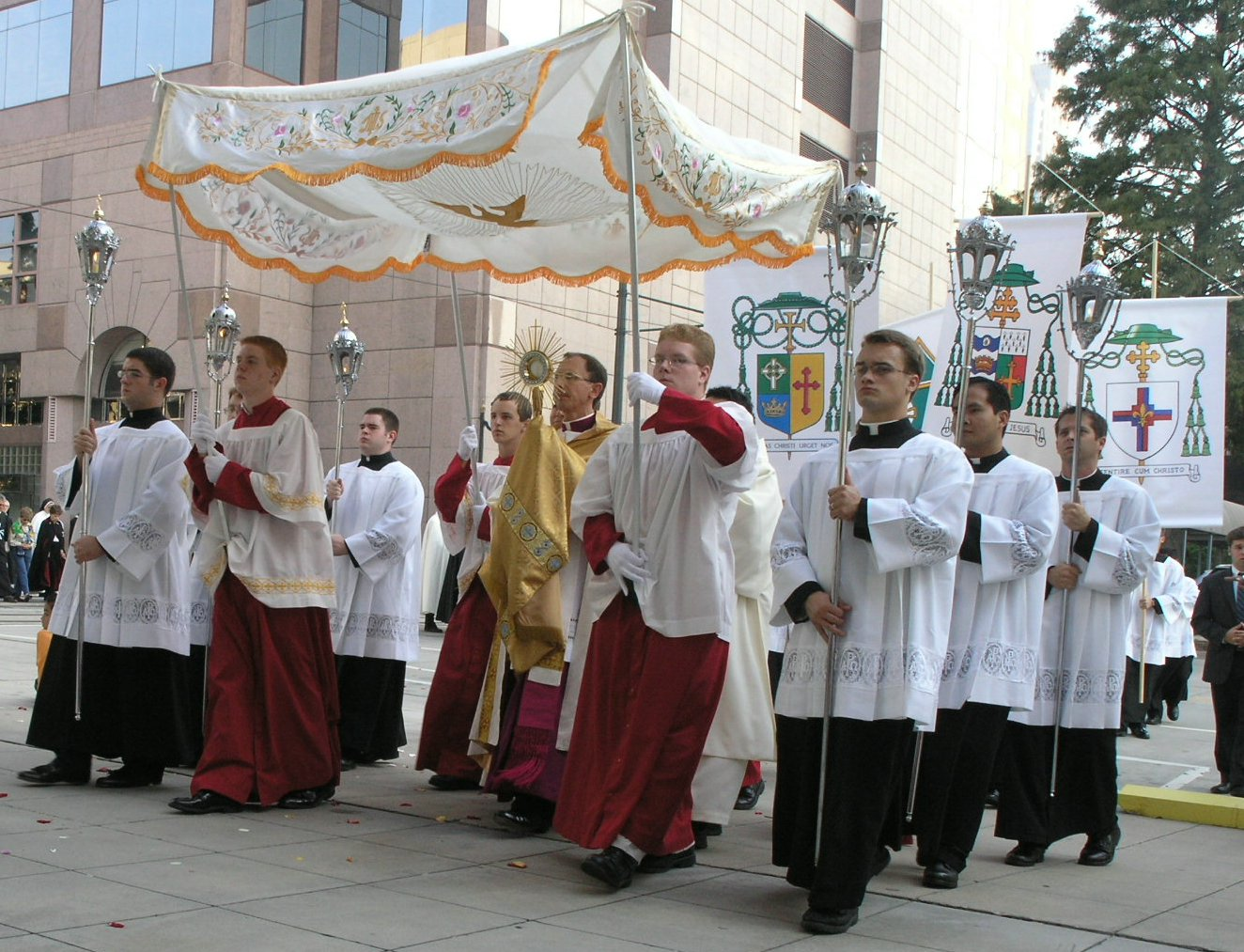
راهپیمایی مقدس، اولین کنگره سالانه عشای ربانی جنوب شرقی، شارلوت، کارولینای شمالی

بدن عیسی مسیح (انگلیسی: Body of Christ) دو معنی اصلی اما جداگانه دارد: ممکن است به سخنان عیسی بر نان در جشن عید یهودیان پسح اشاره داشته باشد که «این بدن من است» در لوقا. 22:19–20 (به شام آخر مراجعه کنید)، یا ممکن است به همه افرادی اشاره داشته باشد که «در مسیح» هستند 1 Corinthians 12:12–14 (نگاه کنید به کلیسا).
همان‌طور که توسط پولس رسول در رسالات پولس یا نامه‌های پائولین استفاده شده‌است «بدن مسیح» به همه افرادی اشاره دارد که «کلام حقیقت را شنیدند، انجیل نجات شما را شنیدند، به او ایمان آوردند، با موعود مُهر شدند. روح القدس» افسسیان ۱:۱۳،